# IC 2401
IC 2401 ist eine linsenförmige Radiogalaxie vom Hubble-Typ S0 im Sternbild Luchs am Nordsternhimmel. Sie ist schätzungsweise 543 Millionen Lichtjahre von der Milchstraße entfernt und hat einen Durchmesser von etwa 190.000 Lj.

Im selben Himmelsareal befinden sich u. a. die Galaxien IC 2400 und IC 2405.
Das Objekt wurde am 14. Februar 1896 von Stéphane Javelle entdeckt.